# Ole Togeby
Ole Togeby (født 7. marts 1947 i Gentofte) er en dansk sprogforsker og professor emeritus fra Aarhus Universitet. Han har især forsket i pragmatik og tekster og var medstifter af Mål og Mæle. Han er søn af Knud Togeby.

## Karriere
Ole Togeby blev i 1965 student fra Østre Borgerdydskole og begyndte med det samme derefter at studere dansk ved Københavns Universitet, hvor han også var undervisningsassistent, og der færdiggjorde han i 1971 en cand.phil. Derefter blev han ansat samme sted, først som amanuensis, senere adjunkt og til sidst lektor. I 1983 var han prodekan ved Det Humanistiske Fakultet. Han var fra 1985 og frem til 1991 også videnskabelig medarbejde på EUROTRA. Han stoppede ved Københavns Universitet i 1991 og blev i stedet professor i nordiske sprog ved Århus Universitet. Han blev dr.phil. i 1993 med afhandlingen Praxt: Pragmatisk tekstteori. Fra 1993 og til 1996 var han institutleder for Institut for Nordisk Sprog og Litteratur. I 1994 var han specialevejleder for gerningsmanden bag skuddrabene på Aarhus Universitet. I 2007 blev festskriftet Det bedre argument udgivet i anledning af Ole Togebys 60-års-fødselsdag. Han gik på pension i 2017.

## Hæder og medlemskaber
Ole Togeby stiftede sammen med Erik Hansen tidsskriftet Mål og Mæle i 1973 og var medlem af redaktionen indtil 2003. I perioden 2001-2005 var han medlem af Statens Humanistiske Forskningsråd. Han modtog i 1987 PH-prisen. Han var redaktionsmedlem af Nordic Journal of Linguistics 1975-2000 og bestyrelsesmedlem af Nordic Association of Linguists 1975-1979.